# François Lambert Bonnefoy de Bouyon
François Lambert Bonnefoy de Bouyon, son nom est aussi orthographié François Lambert Bonnefoy de Bonyon, est un abbé ou avocat, écrivain et pamphlétaire français né à Valréas en 1740 ou 1749, et mort à Paris le 14 janvier 1830.

## Biographie
Les informations sur sa vie sont parcellaires et contradictoires. 
Les premières biographies doivent confondre plusieurs personnes désignées sous le nom d'abbé de Bouyon ou d'abbé de Bonnefoy. L'abbé Bonnefoy, député élu aux États généraux est Louis de Bonnefoy ou Louis Bonnefoy, chanoine de Saint-Genès de Thiers, élu du clergé de la sénéchaussée de Riom. Le récit de la mort le 10 août 1792 de l'abbé Bouyon est celle de Victor Auguste de Bouyon (1758-1792), massacré le 10 août 1792 sur la terrasse des Tuileries en accompagnant François-Louis Suleau. Un troisième personnage, abbé ou avocat, écrivain et pamphlétaire connu par ses démêlés avec Pierre-Augustin Caron de Beaumarchais. Ses publications sont faites sous les initiales de son nom : L. B. de B. ou L. B...y de B...n, Lambert Bonnefoy de Bouyon pour Paul d'Estrées. Le site de la Bibliothèque nationale de France traduit ces initiales par Louis Bonnefoy de Bouyon ou François-Lambert Bonnefoy de Bonyon.
Lambert Bonnefoy de Bouyon a écrit un parodie de La Folle journée ou Le Mariage de Figaro, La folle Soirée et Lanlaire ou le Chaos, une parodie de Tarare, de Beaumarchais. Beaumarchais a d'abord plaint de l'abbé Bonnefoy de Bouyon auprès du lieutenant de police. Sans succès, il le dénonce comme mauvais prêtre auprès de l'archevêque de Paris, sans plus de succès. C'est finalement en intervenant auprès du garde des sceaux ou du ministre de la maison du roi que Beaumarchais obtient une lettre de cachet de relégation contre Bonnefoy de Bouyon. Bonnefoy a alors fait appel à l'appui du conseiller Jean-Jacques Duval d'Eprémesnil pour faire lever sa relégation. Bonnefoy de Bouyon se présente aussi comme avocat au parlement à Paris.
D'après Hœfer, il a refusé le serment constitutionnel demandé aux ecclésiastiques, en 1792. Il a été obligé d'émigrer et séjourne en Allemagne pendant la Révolution. À son retour en France, il a refusé toute fonction pour se consacrer à la rédaction d'une histoire de révolution française. Il avait fini sa rédaction, mais il est mort d'une attaque d'apoplexie avant sa publication.

## Publications
- Éloge historique de Louis, dauphin de France, père de Louis XVI, Paris, Chez J. G. Mérigot, 1780 (lire en ligne)
- Abbé de B... et abbé B. de B..., De l'état religieux, Chez la veuve Hérissant imprimeur-libraire, 1784 (lire en ligne)
- Abbé B...y de B...n, La folle soirée : parodie du Mariage de Figaro en un acte prose et vaudevilles présentée à la Comédie Italienne le 14 juillet 1784, Gattières-Paris, chez Couturier imprimeur-libraire, 1784 (lire en ligne)
- L. B. D. B., Minos au Sallon ou La Gazette Infernale, Gattières, 1785 (lire en ligne)
- Lanlaire, ou le chaos, Gattières-Paris, 1787, parodie de Tarare de Beaumarchais
- L. B... de B... de plusieurs académie, auteur de la Gazette Infernale, Lanlaire au Salon académique de peinture, Gattières, 1787 (lire en ligne)
- Les Coups de patte du frère Nicolas, 1787
- Un peu de tout, Paris, 1788, recueil de poésies dédié à la duchesse de Richelieu
- L. D. de Bouyon, La civilisation des comédiens ou La demande que personne n'a faite à la nation assemblée, Paris, 1789 (lire en ligne)
- La Couronne de fleurs, compliment en un acte et en vaudeville, joué le 20 avril 1789 à la Comédie italienne, 1789
- L. B. de Bouyon, membre de plusieurs académies, La civilisation des comédiens ou La demande que personne n'a faite à la nation assemblée, Paris, 1789 (lire en ligne)

## Pour approfondir